# Rynek nieruchomości
Rynek nieruchomości – ogół warunków, w których odbywa się transfer praw do nieruchomości oraz są zawierane umowy, które stwarzają wzajemne prawa i obowiązki, połączone z władaniem nieruchomościami. Rynek ten jest rynkiem nieformalnym, tzn. nie ma stałej siedziby i statusu, natomiast organizacją zrzeszającą przedsiębiorców jest Krajowa Izba Gospodarki Nieruchomościami.
Na rynku nieruchomości działa wiele podmiotów gospodarczych. Do najważniejszych należą: inwestorzy, kredytodawcy, przedsiębiorcy, maklerzy oraz obsługa techniczna rynku.
Rynek ten pełni istotne funkcje gospodarcze i społeczne:
- funkcję wymiany
- funkcję informacyjną
- funkcję korygowania przestrzeni

Od kilku lat w Polsce są organizowane Seminaria Rynku Nieruchomości, na których porusza się aktualne tematy dotyczące rynku nieruchomości.